# Beertje van Beers
Beertje van Beers (Breda, 28 augustus 1972) is een Nederlands presentatrice.
Van Beers schrijft reportages en columns voor onder meer De Telegraaf, Grazia, Viva en JFK. In 2007 verscheen Faster Pussycat, een bundeling van haar columns voor het blad Starstyle. In oktober 2013 sierde Van Beers de jubileumomslag van Playboy. Zij is ook een fashionista, een liefhebster van de fashionindustrie en drager van designerkledij.
Samen met haar echtgenoot heeft ze een dochter.

## Presentatrice
- Top of the Pops (BBC, 1996)
- Spel zonder grenzen (TROS, 1997)
- The Entertainment Show voor (Sky News, 1998)
- Staatsloterij Muziekland (RTL 4, 2000-2001)
- Staatsloterijshow (assistente/co-host) (RTL 4, 2001)
- Staatsloterij Magazine (RTL 4, 2002)
- Tease (eigen praatprogramma) (Veronica, 2002)
- Altijd Jong (RTL 4, 2012-2017)
- We love 2 shop (RTL 4, 2012-2013)
- Business Plus (SBS6, 2017-2018)
- Goodlife (RTL 4, 2020-heden)